# Natation sportive aux championnats du monde de natation 2015
Navigation
Barcelone 2013 Budapest 2017
42 épreuves de natation sportive sont disputées dans le cadre des Championnats du monde de natation 2015 organisés à Kazan (Russie). Elles se déroulent du 2 au 9 août 2015 dans le stade Kazan-Arena.

## Nage libre

### 50 m nage libre
| Rang | Pays        | Nageur            | Temps   |  |
| ---- | ----------- | ----------------- | ------- |  |
| 1    | France      | Florent Manaudou  | 21 s 19 |  |
| 2    | États-Unis  | Nathan Adrian     | 21 s 52 |  |
| 3    | Brésil      | Bruno Fratus      | 21 s 55 |  |
| 4    | Russie      | Vladimir Morozov  | 21 s 56 |  |
| 5    | Ukraine     | Andriy Hovorov    | 21 s 86 |  |
| 5    | Italie      | Marco Orsi        | 21 s 86 |  |
| 7    | Grèce       | Kristian Golomeev | 21 s 98 |  |
| 8    | Royaume-Uni | Benjamin Proud    | 22 s 04 |  |

| Rang | Pays        | Nageuse                    | Temps   |  |
| ---- | ----------- | -------------------------- | ------- |  |
| 1    | Australie   | Bronte Campbell            | 24 s 12 |  |
| 2    | Pays-Bas    | Ranomi Kromowidjojo        | 24 s 22 |  |
| 3    | Suède       | Sarah Sjöström             | 24 s 31 |  |
| 4    | Australie   | Cate Campbell              | 24 s 36 |  |
| 5    | Canada      | Chantal van Landeghem      | 24 s 39 |  |
| 6    | Bahamas     | Arianna Vanderpool-Wallace | 24 s 44 |  |
| 7    | Royaume-Uni | Francesca Halsall          | 24 s 51 |  |
| 8    | États-Unis  | Simone Manuel              | 24 s 57 |  |

### 100 m nage libre
| Rang | Pays       | Nageur               | Temps   |  |
| ---- | ---------- | -------------------- | ------- |  |
| 1    | Chine      | Ning Zetao           | 47 s 84 |  |
| 2    | Australie  | Cameron McEvoy       | 47 s 95 |  |
| 3    | Argentine  | Federico Grabich     | 48 s 12 |  |
| 4    | Canada     | Santo Condorelli     | 48 s 19 |  |
| 5    | Brésil     | Marcelo Chierighini  | 48 s 27 |  |
| 6    | Russie     | Aleksandr Sukhorukov | 48 s 28 |  |
| 7    | Belgique   | Pieter Timmers       | 48 s 31 |  |
| 7    | États-Unis | Nathan Adrian        | 48 s 31 |  |

| Rang | Pays       | Nageuse             | Temps   |  |
| ---- | ---------- | ------------------- | ------- |  |
| 1    | Australie  | Bronte Campbell     | 52 s 52 |  |
| 2    | Suède      | Sarah Sjöström      | 52 s 70 |  |
| 3    | Australie  | Cate Campbell       | 52 s 82 |  |
| 4    | Pays-Bas   | Ranomi Kromowidjojo | 53 s 17 |  |
| 5    | Pays-Bas   | Femke Heemskerk     | 53 s 58 |  |
| 6    | États-Unis | Simone Manuel       | 53 s 93 |  |
| 7    | États-Unis | Missy Franklin      | 54 s 00 |  |
| 8    | Chine      | Shen Duo            | 54 s 76 |  |

### 200 m nage libre
| Rang | Pays           | Nageur                | Temps         |  |
| ---- | -------------- | --------------------- | ------------- |  |
| 1    | Royaume-Uni    | James Guy             | 1 min 45 s 14 |  |
| 2    | Chine          | Sun Yang              | 1 min 45 s 20 |  |
| 3    | Allemagne      | Paul Biedermann       | 1 min 45 s 38 |  |
| 4    | États-Unis     | Ryan Lochte           | 1 min 45 s 83 |  |
| 5    | Pays-Bas       | Sebastiaan Verschuren | 1 min 45 s 91 |  |
| 6    | Afrique du Sud | Chad le Clos          | 1 min 46 s 53 |  |
| 7    | Russie         | Aleksandr Krasnykh    | 1 min 46 s 88 |  |
| 8    | Australie      | Cameron McEvoy        | 1 min 47 s 26 |  |

| Rang | Pays       | Nageuse             | Temps         |  |
| ---- | ---------- | ------------------- | ------------- |  |
| 1    | États-Unis | Katie Ledecky       | 1 min 55 s 16 |  |
| 2    | Italie     | Federica Pellegrini | 1 min 55 s 32 |  |
| 3    | États-Unis | Missy Franklin      | 1 min 55 s 49 |  |
| 4    | Russie     | Veronika Popova     | 1 min 56 s 16 |  |
| 5    | Hongrie    | Katinka Hosszú      | 1 min 56 s 19 |  |
| 6    | Chine      | Shen Duo            | 1 min 56 s 27 |  |
| 7    | Australie  | Emma McKeon         | 1 min 56 s 41 |  |
| 8    | Pays-Bas   | Femke Heemskerk     | 1 min 56 s 79 |  |

### 400 m nage libre
| Rang | Pays        | Nageur          | Temps         |  |
| ---- | ----------- | --------------- | ------------- |  |
| 1    | Chine       | Sun Yang        | 3 min 42 s 58 |  |
| 2    | Royaume-Uni | James Guy       | 3 min 43 s 75 |  |
| 3    | Canada      | Ryan Cochrane   | 3 min 44 s 59 |  |
| 4    | États-Unis  | Connor Jaeger   | 3 min 44 s 81 |  |
| 5    | Hongrie     | Péter Bernek    | 3 min 46 s 29 |  |
| 6    | Pologne     | Wojciech Wojdak | 3 min 46 s 81 |  |
| 7    | Allemagne   | Clemens Rapp    | 3 min 48 s 52 |  |
| 8    | États-Unis  | Michael McBroom | 3 min 51 s 94 |  |

| Rang | Pays             | Nageuse               | Temps         |     |
| ---- | ---------------- | --------------------- | ------------- | --- |
| 1    | États-Unis       | Katie Ledecky         | 3 min 59 s 13 | RC  |
| 2    | Pays-Bas         | Sharon van Rouwendaal | 4 min 3 s 02  |     |
| 3    | Australie        | Jessica Ashwood       | 4 min 3 s 34  | ROc |
| 4    | Royaume-Uni      | Jazmin Carlin         | 4 min 3 s 74  |     |
| 5    | Nouvelle-Zélande | Lauren Boyle          | 4 min 4 s 38  |     |
| 6    | Espagne          | Melani Costa          | 4 min 6 s 50  |     |
| 7    | Italie           | Diletta Carli         | 4 min 7 s 30  |     |
| 8    | Hongrie          | Boglárka Kapás        | 4 min 8 s 22  |     |

### 800 m nage libre
| Rang | Pays        | Nageur               | Temps         |    |
| ---- | ----------- | -------------------- | ------------- | -- |
| 1    | Chine       | Sun Yang             | 7 min 39 s 96 |    |
| 2    | Italie      | Gregorio Paltrinieri | 7 min 40 s 81 | RE |
| 3    | Australie   | Mack Horton          | 7 min 44 s 02 |    |
| 4    | États-Unis  | Connor Jaeger        | 7 min 44 s 51 |    |
| 5    | Norvège     | Henrik Christiansen  | 7 min 45 s 66 |    |
| 6    | Pologne     | Wojciech Wojdak      | 7 min 45 s 90 |    |
| 7    | Royaume-Uni | Stephen Milne        | 7 min 49 s 86 |    |
| 8    | États-Unis  | Michael McBroom      | 7 min 55 s 30 |    |

| Rang | Pays             | Nageuse               | Temps         |     |
| ---- | ---------------- | --------------------- | ------------- | --- |
| 1    | États-Unis       | Katie Ledecky         | 8 min 7 s 39  | RM  |
| 2    | Nouvelle-Zélande | Lauren Boyle          | 8 min 17 s 65 | ROc |
| 3    | Royaume-Uni      | Jazmin Carlin         | 8 min 18 s 15 |     |
| 4    | Australie        | Jessica Ashwood       | 8 min 18 s 41 |     |
| 5    | Danemark         | Lotte Friis           | 8 min 21 s 36 |     |
| 6    | Hongrie          | Boglárka Kapás        | 8 min 22 s 93 |     |
| 7    | Allemagne        | Sarah Köhler          | 8 min 23 s 67 |     |
| 8    | Pays-Bas         | Sharon van Rouwendaal | 8 min 24 s 12 |     |

### 1500 m nage libre
| Rang | Pays        | Nageur               | Temps             |    |
| ---- | ----------- | -------------------- | ----------------- | -- |
| 1    | Italie      | Gregorio Paltrinieri | 14 min 39 s 67    | RE |
| 2    | États-Unis  | Connor Jaeger        | 14 min 41 s 20    |    |
| 3    | Canada      | Ryan Cochrane        | 14 min 51 s 08    |    |
| 4    | Égypte      | Ahmed Akram          | 14 min 53 s 66    |    |
| 5    | Royaume-Uni | Stephen Milne        | 14 min 58 s 62    |    |
| 6    | États-Unis  | Michael McBroom      | 15 min 6 s 81     |    |
| 7    | Ukraine     | Mykhailo Romanchuk   | 15 min 9 s 77     |    |
|      | Chine       | Sun Yang             | N'a pas participé |    |

| Rang | Pays             | Nageuse           | Temps          |     |
| ---- | ---------------- | ----------------- | -------------- | --- |
| 1    | États-Unis       | Katie Ledecky     | 15 min 25 s 48 | RM  |
| 2    | Nouvelle-Zélande | Lauren Boyle      | 15 min 40 s 14 | ROc |
| 3    | Hongrie          | Boglárka Kapás    | 15 min 47 s 09 |     |
| 4    | Danemark         | Lotte Friis       | 15 min 49 s 00 |     |
| 5    | Australie        | Jessica Ashwood   | 15 min 52 s 17 |     |
| 6    | Pays-Bas         | S. van Rouwendaal | 16 min 3 s 74  |     |
| 7    | Chili            | Kristel Köbrich   | 16 min 6 s 55  |     |
| 8    | Italie           | Aurora Ponselè    | 16 min 9 s 57  |     |

## Dos

### 50 m dos
| Rang | Pays        | Nageur           | Temps   |  |
| ---- | ----------- | ---------------- | ------- |  |
| 1    | France      | Camille Lacourt  | 24 s 23 |  |
| 2    | États-Unis  | Matt Grevers     | 24 s 61 |  |
| 3    | Australie   | Ben Treffers     | 24 s 69 |  |
| 4    | Australie   | Mitch Larkin     | 24 s 70 |  |
| 5    | Russie      | Vladimir Morozov | 24 s 73 |  |
| 6    | Norvège     | Lavrans Solli    | 24 s 84 |  |
| 7    | Royaume-Uni | Liam Tancock     | 24 s 88 |  |
| 8    | États-Unis  | David Plummer    | 24 s 95 |  |

| Rang | Pays        | Nageuse         | Temps   |     |
| ---- | ----------- | --------------- | ------- | --- |
| 1    | Chine       | Fu Yuanhui      | 27 s 11 |     |
| 2    | Brésil      | Etiene Medeiros | 27 s 26 | RAm |
| 3    | Chine       | Liu Xiang       | 27 s 58 |     |
| 4    | Australie   | Emily Seebohm   | 27 s 66 |     |
| 5    | Danemark    | Mie Nielsen     | 27 s 73 |     |
| 6    | Australie   | Madison Wilson  | 27 s 92 |     |
| 7    | Royaume-Uni | Lauren Quigley  | 27 s 99 |     |
| 8    | Grèce       | Theodóra Drákou | 28 s 17 |     |

### 100 m dos
| Rang | Pays        | Nageur               | Temps   |  |
| ---- | ----------- | -------------------- | ------- |  |
| 1    | Australie   | Mitch Larkin         | 52 s 40 |  |
| 2    | France      | Camille Lacourt      | 52 s 48 |  |
| 3    | États-Unis  | Matt Grevers         | 52 s 66 |  |
| 4    | Chine       | Xu Jiayu             | 52 s 89 |  |
| 5    | Royaume-Uni | Chris Walker-Hebborn | 53 s 02 |  |
| 6    | Japon       | Ryōsuke Irie         | 53 s 10 |  |
| 7    | Russie      | Yevgeniy Rylov       | 53 s 23 |  |
| 8    | Royaume-Uni | Liam Tancock         | 53 s 37 |  |

| Rang | Pays        | Nageuse             | Temps   |  |
| ---- | ----------- | ------------------- | ------- |  |
| 1    | Australie   | Emily Seebohm       | 58 s 26 |  |
| 2    | Australie   | Madison Wilson      | 58 s 75 |  |
| 3    | Danemark    | Mie Nielsen         | 58 s 86 |  |
| 4    | Chine       | Fu Yuanhui          | 59 s 02 |  |
| 5    | États-Unis  | Missy Franklin      | 59 s 40 |  |
| 6    | Russie      | Anastasiia Fesikova | 59 s 66 |  |
| 7    | Royaume-Uni | Lauren Quigley      | 59 s 78 |  |
| 8    | États-Unis  | Kathleen Baker      | 59 s 99 |  |

### 200 m dos
| Rang | Pays       | Nageur           | Temps         |     |
| ---- | ---------- | ---------------- | ------------- | --- |
| 1    | Australie  | Mitch Larkin     | 1 min 53 s 58 | ROc |
| 2    | Pologne    | Radosław Kawęcki | 1 min 54 s 55 |     |
| 3    | Russie     | Evgeny Rylov     | 1 min 54 s 60 |     |
| 4    | Japon      | Ryōsuke Irie     | 1 min 54 s 81 |     |
| 5    | États-Unis | Ryan Murphy      | 1 min 55 s 00 |     |
| 6    | Chine      | Xu Jiayu         | 1 min 55 s 20 |     |
| 7    | États-Unis | Tyler Clary      | 1 min 56 s 26 |     |
| 8    | Chine      | Li Guangyuan     | 1 min 56 s 79 |     |

| Rang | Pays       | Nageuse                 | Temps        |     |
| ---- | ---------- | ----------------------- | ------------ | --- |
| 1    | Australie  | Emily Seebohm           | 2 min 5 s 81 | ROc |
| 2    | États-Unis | Missy Franklin          | 2 min 6 s 34 |     |
| 3    | Hongrie    | Katinka Hosszú          | 2 min 6 s 84 |     |
| 4    | Russie     | Daria Ustinova          | 2 min 7 s 64 |     |
| 5    | Allemagne  | Jenny Mensing           | 2 min 8 s 49 |     |
| 6    | Canada     | Dominique Bouchard      | 2 min 8 s 51 |     |
| 7    | Canada     | Hilary Caldwell         | 2 min 8 s 66 |     |
| 8    | Islande    | Eygló Ósk Gústafsdóttir | 2 min 9 s 53 |     |

## Brasse

### 50 m brasse
| Rang | Pays             | Nageur                | Temps   |  |
| ---- | ---------------- | --------------------- | ------- |  |
| 1    | Royaume-Uni      | Adam Peaty            | 26 s 51 |  |
| 2    | Afrique du Sud   | Cameron van der Burgh | 26 s 66 |  |
| 3    | États-Unis       | Kevin Cordes          | 26 s 86 |  |
| 4    | Brésil           | Felipe França         | 26 s 87 |  |
| 5    | Slovénie         | Damir Dugonjič        | 27 s 23 |  |
| 5    | Lituanie         | Giedrius Titenis      | 27 s 23 |  |
| 7    | Nouvelle-Zélande | Glenn Snyders         | 27 s 36 |  |
| 8    | Serbie           | Čaba Silađi           | 27 s 45 |  |

| Rang | Pays       | Nageuse                   | Temps   |  |
| ---- | ---------- | ------------------------- | ------- |  |
| 1    | Suède      | Jennie Johansson          | 30 s 05 |  |
| 2    | Jamaïque   | Alia Atkinson             | 30 s 11 |  |
| 3    | Russie     | Yuliya Efimova            | 30 s 13 |  |
| 4    | Lituanie   | Rūta Meilutytė            | 30 s 14 |  |
| 5    | États-Unis | Jessica Hardy             | 30 s 20 |  |
| 6    | Chili      | Ran Suo                   | 30 s 74 |  |
| 7    | Islande    | Hrafnhildur Lúthersdóttir | 31 s 12 |  |
| 8    | Ukraine    | Mariya Liver              | 31 s 14 |  |

### 100 m brasse
| Rang | Pays           | Nageur                | Temps        |  |
| ---- | -------------- | --------------------- | ------------ |  |
| 1    | Royaume-Uni    | Adam Peaty            | 58 s 52      |  |
| 2    | Afrique du Sud | Cameron van der Burgh | 58 s 59      |  |
| 3    | Royaume-Uni    | Ross Murdoch          | 59 s 09      |  |
| 4    | Kazakhstan     | Dmitriy Balandin      | 59 s 42      |  |
| 5    | Australie      | Jake Packard          | 59 s 44      |  |
| 6    | Lituanie       | Giedrius Titenis      | 59 s 56      |  |
| 7    | Russie         | Kirill Prigoda        | 59 s 84      |  |
| 8    | Allemagne      | Hendrik Feldwehr      | 1 min 0 s 16 |  |

| Rang | Pays     | Nageuse                   | Temps        |  |
| ---- | -------- | ------------------------- | ------------ |  |
| 1    | Russie   | Yuliya Efimova            | 1 min 5 s 66 |  |
| 2    | Lituanie | Rūta Meilutytė            | 1 min 6 s 36 |  |
| 3    | Jamaïque | Alia Atkinson             | 1 min 6 s 42 |  |
| 4    | Japon    | Kanako Watanabe           | 1 min 6 s 43 |  |
| 5    | Chine    | Shi Jinglin               | 1 min 6 s 55 |  |
| 6    | Islande  | Hrafnhildur Lúthersdóttir | 1 min 7 s 10 |  |
| 7    | Suède    | Jennie Johansson          | 1 min 7 s 17 |  |
| 8    | Italie   | Arianna Castiglioni       | 1 min 7 s 60 |  |

### 200 m brasse
| Rang | Pays        | Nageur           | Temps         |  |
| ---- | ----------- | ---------------- | ------------- |  |
| 1    | Allemagne   | Marco Koch       | 2 min 7 s 76  |  |
| 2    | États-Unis  | Kevin Cordes     | 2 min 8 s 05  |  |
| 3    | Hongrie     | Dániel Gyurta    | 2 min 8 s 10  |  |
| 4    | Royaume-Uni | Andrew Willis    | 2 min 8 s 52  |  |
| 5    | Japon       | Yasuhiro Koseki  | 2 min 9 s 12  |  |
| 6    | Kazakhstan  | Dmitriy Balandin | 2 min 9 s 58  |  |
| 7    | Russie      | Anton Chupkov    | 2 min 9 s 96  |  |
| 8    | Chine       | Mao Feilian      | 2 min 10 s 02 |  |

| Rang | Pays       | Nageuse               | Temps         |  |
| ---- | ---------- | --------------------- | ------------- |  |
| 1    | Japon      | Kanako Watanabe       | 2 min 21 s 15 |  |
| 2    | États-Unis | Micah Lawrence        | 2 min 22 s 44 |  |
| 3    | Espagne    | Jessica Vall          | 2 min 22 s 76 |  |
| 3    | Danemark   | Rikke Møller Pedersen | 2 min 22 s 76 |  |
| 3    | Chine      | Shi Jinglin           | 2 min 22 s 76 |  |
| 6    | Japon      | Rie Kaneto            | 2 min 23 s 19 |  |
| 7    | Russie     | Vitalina Simonova     | 2 min 23 s 59 |  |
| 8    | Canada     | Kierra Smith          | 2 min 23 s 61 |  |

## Papillon

### 50 m papillon
| Rang | Pays        | Nageur           | Temps   |     |
| ---- | ----------- | ---------------- | ------- | --- |
| 1    | France      | Florent Manaudou | 22 s 97 |     |
| 2    | Brésil      | Nicholas Santos  | 23 s 09 |     |
| 3    | Hongrie     | László Cseh      | 23 s 15 |     |
| 3    | Pologne     | Konrad Czerniak  | 23 s 15 |     |
| 5    | Ukraine     | Andriy Hovorov   | 23 s 18 |     |
| 6    | Brésil      | César Cielo      | 23 s 21 |     |
| 7    | Singapour   | Joseph Schooling | 23 s 25 | RAs |
| 8    | Royaume-Uni | Benjamin Proud   | 23 s 39 |     |

| Rang | Pays        | Nageuse               | Temps   |     |
| ---- | ----------- | --------------------- | ------- | --- |
| 1    | Suède       | Sarah Sjöström        | 24 s 96 | RC  |
| 2    | Danemark    | Jeanette Ottesen      | 25 s 34 |     |
| 3    | Chine       | Lu Ying               | 25 s 37 | RAs |
| 4    | Pays-Bas    | Inge Dekker           | 25 s 64 |     |
| 5    | Égypte      | Farida Osman          | 25 s 78 | RAf |
| 6    | Royaume-Uni | Francesca Halsall     | 25 s 85 |     |
| 7    | Bahamas     | A. Vanderpool-Wallace | 25 s 93 |     |
| 8    | Pologne     | Anna Dowgiert         | 26 s 20 |     |

### 100 m papillon
| Rang | Pays           | Nageur             | Temps   |     |
| ---- | -------------- | ------------------ | ------- | --- |
| 1    | Afrique du Sud | Chad le Clos       | 50 s 56 | RAf |
| 2    | Hongrie        | László Cseh        | 50 s 87 |     |
| 3    | Singapour      | Joseph Schooling   | 50 s 96 | RAs |
| 4    | États-Unis     | Thomas Shields     | 51 s 06 |     |
| 5    | France         | Mehdy Metella      | 51 s 24 |     |
| 6    | Pologne        | Konrad Czerniak    | 51 s 28 |     |
| 7    | Pologne        | Paweł Korzeniowski | 51 s 46 |     |
| 8    | Chine          | Li Zhuhao          | 51 s 66 |     |

| Rang | Pays      | Nageuse          | Temps   |    |
| ---- | --------- | ---------------- | ------- | -- |
| 1    | Suède     | Sarah Sjöström   | 55 s 64 | RM |
| 2    | Danemark  | Jeanette Ottesen | 57 s 05 |    |
| 3    | Chine     | Lu Ying          | 57 s 48 |    |
| 4    | Australie | Emma McKeon      | 57 s 67 |    |
| 5    | Canada    | Katerine Savard  | 57 s 69 |    |
| 6    | Chine     | Chen Xinyi       | 57 s 85 |    |
| 7    | Allemagne | Alexandra Wenk   | 57 s 94 |    |
| 8    | Canada    | Noemie Thomas    | 58 s 22 |    |

### 200 m papillon
| Rang | Pays           | Nageur         | Temps         |  |
| ---- | -------------- | -------------- | ------------- |  |
| 1    | Hongrie        | László Cseh    | 1 min 53 s 48 |  |
| 2    | Afrique du Sud | Chad le Clos   | 1 min 53 s 68 |  |
| 3    | Pologne        | Jan Świtkowski | 1 min 54 s 10 |  |
| 4    | Japon          | Masato Sakai   | 1 min 54 s 24 |  |
| 5    | Danemark       | Viktor Bromer  | 1 min 54 s 66 |  |
| 6    | Japon          | Daiya Seto     | 1 min 55 s 16 |  |
| 7    | Belgique       | Louis Croenen  | 1 min 55 s 39 |  |
| 8    | États-Unis     | Thomas Shields | 1 min 56 s 17 |  |

| Rang | Pays       | Nageuse           | Temps         |  |
| ---- | ---------- | ----------------- | ------------- |  |
| 1    | Japon      | Natsumi Hoshi     | 2 min 5 s 56  |  |
| 2    | États-Unis | Cammile Adams     | 2 min 6 s 40  |  |
| 3    | Chine      | Zhang Yufei       | 2 min 6 s 51  |  |
| 4    | Australie  | Brianna Throssell | 2 min 6 s 78  |  |
| 4    | Allemagne  | Franziska Hentke  | 2 min 6 s 78  |  |
| 6    | États-Unis | Katie McLaughlin  | 2 min 6 s 95  |  |
| 7    | Hongrie    | Liliana Szilagyi  | 2 min 7 s 76  |  |
| 8    | Chine      | Zhou Yilin        | 2 min 10 s 20 |  |

## 4 nages

### 200 m 4 nages
| Rang | Pays        | Nageur             | Temps         |  |
| ---- | ----------- | ------------------ | ------------- |  |
| 1    | États-Unis  | Ryan Lochte        | 1 min 55 s 81 |  |
| 2    | Brésil      | Thiago Pereira     | 1 min 56 s 65 |  |
| 3    | Chine       | Wang Shun          | 1 min 56 s 81 |  |
| 4    | Royaume-Uni | Daniel Wallace     | 1 min 57 s 59 |  |
| 5    | États-Unis  | Conor Dwyer        | 1 min 57 s 96 |  |
| 6    | Pologne     | Marcin Cieślak     | 1 min 58 s 14 |  |
| 7    | Brésil      | Henrique Rodrigues | 1 min 58 s 52 |  |
| 8    | Suède       | Simon Sjodin       | 1 min 59 s 06 |  |

| Rang | Pays        | Nageuse                | Temps         |    |
| ---- | ----------- | ---------------------- | ------------- | -- |
| 1    | Hongrie     | Katinka Hosszú         | 2 min 6 s 12  | RM |
| 2    | Japon       | Kanako Watanabe        | 2 min 8 s 45  |    |
| 3    | Royaume-Uni | Siobhan-Marie O'Connor | 2 min 8 s 77  |    |
| 4    | États-Unis  | Madeline Dirado        | 2 min 8 s 99  |    |
| 5    | Royaume-Uni | Hannah Miley           | 2 min 10 s 19 |    |
| 6    | Canada      | Sydney Pickrem         | 2 min 10 s 32 |    |
| 7    | États-Unis  | Melanie Margalis       | 1 min 10 s 41 |    |
| 8    | Chine       | Ye Shiwen              | 2 min 14 s 01 |    |

### 400 m 4 nages
| Rang | Pays        | Nageur          | Temps         |  |
| ---- | ----------- | --------------- | ------------- |  |
| 1    | Japon       | Daiya Seto      | 4 min 8 s 50  |  |
| 2    | Hongrie     | Dávid Verrasztó | 4 min 9 s 90  |  |
| 3    | États-Unis  | Chase Kalisz    | 4 min 10 s 05 |  |
| 4    | États-Unis  | Tyler Clary     | 4 min 11 s 71 |  |
| 5    | Allemagne   | Jacob Heidtmann | 4 min 12 s 08 |  |
| 6    | Royaume-Uni | Daniel Wallace  | 4 min 13 s 77 |  |
| 7    | Royaume-Uni | Roberto Pavoni  | 4 min 13 s 81 |  |
| 8    | Chine       | Yang Zhixian    | 4 min 16 s 74 |  |

| Rang | Pays        | Nageuse          | Temps         |  |
| ---- | ----------- | ---------------- | ------------- |  |
| 1    | Hongrie     | Katinka Hosszú   | 4 min 30 s 39 |  |
| 2    | États-Unis  | Madeline Dirado  | 4 min 31 s 71 |  |
| 3    | Canada      | Emily Overholt   | 4 min 32 s 52 |  |
| 4    | Royaume-Uni | Hannah Miley     | 4 min 34 s 79 |  |
| 5    | Tchéquie    | Barbora Závadová | 4 min 36 s 73 |  |
| 6    | Japon       | Sakiko Shimizu   | 4 min 37 s 19 |  |
| 7    | Royaume-Uni | Aimee Willmott   | 4 min 38 s 75 |  |
| 8    | France      | Lara Grangeon    | 4 min 40 s 98 |  |

## Relais

### 4 × 100 m nage libre
| Rang | Pays    | Nageurs                                                               | Temps         |  |
| ---- | ------- | --------------------------------------------------------------------- | ------------- |  |
| 1    | France  | Mehdy Metella Florent Manaudou Fabien Gilot Jérémy Stravius           | 3 min 10 s 74 |  |
| 2    | Russie  | Andrey Grechin Nikita Lobintsev Vladimir Morozov Aleksandr Sukhorukov | 3 min 11 s 19 |  |
| 3    | Italie  | Luca Dotto Marco Orsi Michele Santucci Filippo Magnini                | 3 min 12 s 53 |  |
| 4    | Brésil  | Marcelo Chierighini Matheus Santana Bruno Fratus João de Lucca        | 3 min 13 s 22 |  |
| 5    | Pologne | Paweł Korzeniowski Kacper Majchrzak Jan Holub Konrad Czerniak         | 3 min 14 s 12 |  |
| 6    | Japon   | Katsumi Nakamura Shinri Shioura Yuki Kobori Takuro Fujii              | 3 min 15 s 04 |  |
| 7    | Chine   | Ning Zetao Yu Hexin Lin Yongqing Xu Qiheng                            | 3 min 15 s 41 |  |
| 8    | Canada  | Santo Condorelli Yuri Kisil Karl Krug Evan Van Moerkerke              | 3 min 15 s 94 |  |

| Rang | Pays       | Nageuses                                                                   | Temps         |    |
| ---- | ---------- | -------------------------------------------------------------------------- | ------------- | -- |
| 1    | Australie  | Emily Seebohm Emma McKeon Bronte Campbell Cate Campbell                    | 3 min 31 s 48 | RC |
| 2    | Pays-Bas   | Ranomi Kromowidjojo Maud van der Meer Marrit Steenbergen Femke Heemskerk   | 3 min 33 s 67 |    |
| 3    | États-Unis | Missy Franklin Margo Geer Lia Neal Simone Manuel                           | 3 min 34 s 61 |    |
| 4    | Suède      | Michelle Coleman Louise Hansson Sarah Sjöström Magdalena Kuras             | 3 min 35 s 71 |    |
| 5    | Canada     | Sandrine Mainville Michelle Williams Chantal van Landeghem Katerine Savard | 3 min 36 s 44 |    |
| 6    | Italie     | Erika Ferraioli Silvia Di Pietro Laura Letrari Federica Pellegrini         | 3 min 37 s 16 |    |
| 7    | Chine      | Zhu Menghui Tang Yuting Fang Yi Shen Duo                                   | 3 min 37 s 64 |    |
| 8    | France     | Charlotte Bonnet Béryl Gastaldello Cloé Hache Anna Santamans               | 3 min 38 s 46 |    |

| Rang | Pays       | Nageurs                                                                | Temps         |    |
| ---- | ---------- | ---------------------------------------------------------------------- | ------------- | -- |
| 1    | États-Unis | Ryan Lochte Nathan Adrian Simone Manuel Missy Franklin                 | 3 min 23 s 05 | RM |
| 2    | Pays-Bas   | Sebastiaan Verschuren Joost Reijns Ranomi Kromowidjojo Femke Heemskerk | 3 min 23 s 10 |    |
| 3    | Canada     | Santo Condorelli Yuri Kisil Chantal Van Landeghem Sandrine Mainville   | 3 min 23 s 59 |    |
| 4    | Russie     | Vladimir Morozov Aleksandr Sukhorukov Veronika Popova Natalia Lovtcova | 3 min 24 s 21 |    |
| 5    | Italie     | Marco Orsi Filippo Magnini Federica Pellegrini Erika Ferraioli         | 3 min 25 s 26 |    |
| 6    | Brésil     | Matheus Santana Bruno Fratus Larissa Oliveira Daynara De Paula         | 3 min 25 s 58 |    |
| 7    | Chine      | Yu Hexin Lin Yongqing Qiu Yuhan Tang Yuting                            | 3 min 26 s 94 |    |
| 8    | Suède      | Christoffer Carlsen Simon Sjodin Michelle Coleman Louise Hansson       | 3 min 27 s 09 |    |

### 4 × 200 m nage libre
| Rang | Pays        | Nageurs                                                                 | Temps         |  |
| ---- | ----------- | ----------------------------------------------------------------------- | ------------- |  |
| 1    | Royaume-Uni | Daniel Wallace Robert Renwick Calum Jarvis James Guy                    | 7 min 4 s 33  |  |
| 2    | États-Unis  | Ryan Lochte Conor Dwyer Reed Malone Michael Weiss                       | 7 min 4 s 75  |  |
| 3    | Australie   | Cameron McEvoy David McKeon Daniel Smith Thomas Fraser-Holmes           | 7 min 5 s 34  |  |
| 4    | Russie      | Danila Izotov Aleksandr Krasnykh Mikhail Dovgalyuk Aleksandr Sukhorukov | 7 min 6 s 89  |  |
| 5    | Allemagne   | Jacob Heidtmann Clemens Rapp Christoph Fildebrandt Paul Biedermann      | 7 min 9 s 01  |  |
| 6    | Belgique    | Louis Croenen Glenn Surgeloose Dieter Dekoninck Pieter Timmers          | 7 min 9 s 64  |  |
| 7    | Pays-Bas    | Dion Dreesens Kyle Stolk Joost Reijns Sebastiaan Verschuren             | 7 min 9 s 75  |  |
| 8    | Pologne     | Jan Świtkowski Kacper Klich Michael Domagala Kacper Majchrzak           | 7 min 10 s 34 |  |

| Rang | Pays        | Nageuses                                                            | Temps         |  |
| ---- | ----------- | ------------------------------------------------------------------- | ------------- |  |
| 1    | États-Unis  | Missy Franklin Leah Smith Katie McLaughlin Katie Ledecky            | 7 min 45 s 37 |  |
| 2    | Italie      | Alice Mizzau Erica Musso Chiara Masini Luccetti Federica Pellegrini | 7 min 48 s 41 |  |
| 3    | Chine       | Qiu Yuhan Guo Junjun Zhang Yufei Shen Duo                           | 7 min 49 s 10 |  |
| 4    | Suède       | Sarah Sjöström Louise Hansson Michelle Coleman Ida Marko-Varga      | 7 min 50 s 24 |  |
| 5    | Royaume-Uni | Siobhan-Marie O'Connor Jazmin Carlin Rebecca Turner Hannah Miley    | 7 min 50 s 60 |  |
| 6    | Australie   | Bronte Barratt Jessica Ashwood Leah Neale Emma McKeon               | 7 min 51 s 02 |  |
| 7    | Japon       | Chihiro Igarashi Rikako Ikee Sachi Mochida Tomomi Aoki              | 7 min 54 s 62 |  |
| 8    | France      | Charlotte Bonnet Coralie Balmy Cloé Hache Margaux Fabre             | 7 min 55 s 98 |  |

### 4 × 100 m 4 nages
| Rang | Pays        | Nageurs                                                                  | Temps         |  |
| ---- | ----------- | ------------------------------------------------------------------------ | ------------- |  |
| 1    | États-Unis  | Ryan Murphy Kevin Cordes Thomas Shields Nathan Adrian                    | 3 min 29 s 93 |  |
| 2    | Australie   | Mitch Larkin Jake Packard Jayden Hadler Cameron McEvoy                   | 3 min 30 s 08 |  |
| 3    | France      | Camille Lacourt Giacomo Perez-Dortona Mehdy Metella Fabien Gilot         | 3 min 30 s 50 |  |
| 4    | Royaume-Uni | Chris Walker-Hebborn Adam Peaty James Guy Benjamin Proud                 | 3 min 30 s 67 |  |
| 5    | Russie      | Yevgeniy Rylov Kirill Prigoda Daniil Pakhomov Vladimir Morozov           | 3 min 30 s 90 |  |
| 6    | Japon       | Ryōsuke Irie Yasuhiro Koseki Takuro Fujii Shinri Shioura                 | 3 min 31 s 10 |  |
| 7    | Allemagne   | Jan-Philip Glania Hendrik Feldwehr Steffen Deibler Christoph Fildebrandt | 3 min 32 s 16 |  |
| 8    | Pologne     | Radosław Kawęcki Marcin Stołarski Paweł Korzeniowski Konrad Czerniak     | 3 min 34 s 34 |  |

| Rang | Pays        | Nageuses                                                              | Temps         |    |
| ---- | ----------- | --------------------------------------------------------------------- | ------------- | -- |
| 1    | Chine       | Fu Yuanhui Shi Jinglin Lu Ying Shen Duo                               | 3 min 54 s 41 |    |
| 2    | Suède       | Michelle Coleman Jennie Johansson Sarah Sjöström Louise Hansson       | 3 min 55 s 24 | RE |
| 3    | Australie   | Emily Seebohm Taylor McKeown Emma McKeon Bronte Campbell              | 3 min 55 s 56 |    |
| 4    | États-Unis  | Missy Franklin Jessica Hardy Kendyl Stewart Simone Manuel             | 3 min 56 s 76 |    |
| 5    | Danemark    | Mie Nielsen Rikke Møller Pedersen Jeanette Ottesen Pernille Blume     | 3 min 57 s 61 |    |
| 6    | Canada      | Dominique Bouchard Rachel Nicol Katerine Savard Sandrine Mainville    | 3 min 57 s 96 |    |
|      | Royaume-Uni | Lauren Quigley Siobhan-Marie O'Connor Rachael Kelly Francesca Halsall | disq.         |    |
|      | Japon       | Sayaka Akase Kanako Watanabe Natsumi Hoshi Miki Uchida                | disq.         |    |

| Rang | Pays        | Nageurs                                                                  | Temps         |    |
| ---- | ----------- | ------------------------------------------------------------------------ | ------------- | -- |
| 1    | Royaume-Uni | Chris Walker-Hebborn Adam Peaty Siobhan-Marie O'Connor Francesca Halsall | 3 min 41 s 71 | RM |
| 2    | États-Unis  | Ryan Murphy Kevin Cordes Katie McLaughlin Margo Geer                     | 3 min 43 s 27 |    |
| 3    | Allemagne   | Jan-Philip Glania Hendrik Feldwehr Alexandra Wenk Annika Bruhn           | 3 min 44 s 13 |    |
| 4    | Chine       | Xu Jiayu Li Xiang Lu Ying Zhu Menghui                                    | 3 min 44 s 65 |    |
| 5    | Russie      | Anastasiia Fesikova Yuliya Efimova Daniil Pakhomov Vladimir Morozov      | 3 min 44 s 83 |    |
| 6    | Italie      | Simone Sabbioni Arianna Castiglioni Piero Codia Silvia Di Pietro         | 3 min 45 s 59 |    |
| 7    | Canada      | Russell Wood Richard Funk Katerine Savard Sandrine Mainville             | 3 min 46 s 23 |    |
| 8    | Hongrie     | Gábor Balog David Horvath Evelin Verraszto Zsuzsanna Jakabos             | 3 min 50 s 06 |    |

## Légende
RM Record du monde | RAf Record d'Afrique | RAm Record d'Amérique | RAs Record d'Asie | RE Record d'Europe | ROc Record d'Océanie | RC Record des Championnats | RN Record national | disq. Disqualification

## Tableau des médailles
- Pays organisateur (Russie)

| Rang  | Nation           | Or | Argent | Bronze | Total |
| ----- | ---------------- | -- | ------ | ------ | ----- |
| 1     | États-Unis       | 8  | 10     | 5      | 23    |
| 2     | Australie        | 7  | 3      | 6      | 16    |
| 3     | Chine            | 5  | 1      | 7      | 13    |
| 4     | Royaume-Uni      | 5  | 1      | 3      | 9     |
| 5     | France           | 4  | 1      | 1      | 6     |
| 6     | Hongrie          | 3  | 2      | 4      | 9     |
| 7     | Suède            | 3  | 2      | 1      | 6     |
| 8     | Japon            | 3  | 1      | 0      | 4     |
| 9     | Italie           | 1  | 3      | 1      | 5     |
| 10    | Afrique du Sud   | 1  | 3      | 0      | 4     |
| 11    | Russie           | 1  | 1      | 2      | 4     |
| 12    | Allemagne        | 1  | 0      | 2      | 3     |
| 13    | Pays-Bas         | 0  | 4      | 0      | 4     |
| 14    | Brésil           | 0  | 3      | 1      | 4     |
| 15    | Danemark         | 0  | 2      | 2      | 4     |
| 16    | Nouvelle-Zélande | 0  | 2      | 0      | 2     |
| 17    | Pologne          | 0  | 1      | 2      | 3     |
| 18    | Jamaïque         | 0  | 1      | 1      | 2     |
| 19    | Lituanie         | 0  | 1      | 0      | 1     |
| 20    | Canada           | 0  | 0      | 4      | 4     |
| 21    | Argentine        | 0  | 0      | 1      | 1     |
| 21    | Espagne          | 0  | 0      | 1      | 1     |
| 21    | Singapour        | 0  | 0      | 1      | 1     |
| Total | Total            | 42 | 42     | 45     | 129   |

### Classement par points
(Or = 3 ; Arg = 2 ; Bro = 1)
| Rang | Nation           | Points |
| ---- | ---------------- | ------ |
| 1    | États-Unis       | 49     |
| 2    | Australie        | 33     |
| 3    | Chine            | 24     |
| 4    | Royaume-Uni      | 20     |
| 5    | Hongrie          | 17     |
| 6    | France           | 15     |
| 7    | Suède            | 14     |
| 8    | Japon            | 11     |
| 9    | Italie           | 10     |
| 10   | Afrique du Sud   | 9      |
| 11   | Pays-Bas         | 8      |
| 12   | Russie           | 7      |
| 12   | Brésil           | 7      |
| 14   | Danemark         | 6      |
| 15   | Allemagne        | 5      |
| 16   | Nouvelle-Zélande | 4      |
| 16   | Canada           | 4      |
| 16   | Pologne          | 4      |
| 19   | Jamaïque         | 3      |
| 20   | Lituanie         | 2      |
| 21   | Argentine        | 1      |
| 21   | Espagne          | 1      |
| 21   | Singapour        | 1      |